# Ханаанска религия
Ханаанска религия е общо наименование на група древносемитски религии, практикувани от ханаанците в древния Ханаан поне от ранната бронзова епоха до първите векове на новата ера.
Релгията на ханаанците е силно повлияна от тази на съседните по-силни и гъсто населени страни, включвайки много елементи, заети от Месопотамия и Египет. Както и другите древни близкоизточни религии, тя е политеистична, с фокус на битово ниво върху почитането на мъртвите под формата на домашни богове и богини – елохим – като се признава съществуването и на други божества, като Баал и Ел, Ашера и Астарта. Царете също имат важни религиозни функции, като в някои церемонии може би са почитани като богове.